# Cerrar los ojos
Cerrar los ojos es una película dramática española de 2023 dirigida por Víctor Erice. A los premios conseguidos, se une que la revista estadounidense The New Yorker la eligió Mejor película del año 2024.
La película tuvo su estreno mundial el 22 de mayo de 2023, en la sección Cannes Premiere del 76º Festival Internacional de Cine de Cannes.

## Sinopsis
Aproximadamente tres décadas después de la misteriosa desaparición cerca del mar del actor Julio Arenas mientras filmaba una película en la década de 1990, un programa de televisión revive el caso, llegando a involucrar al director de cine y amigo cercano de Arenas, Miguel Garay.

## Producción
El proyecto (que marca el primer largometraje de Erice desde el docudrama de 1992 El sol del membrillo) se reveló tras la divulgación de la asignación de fondos públicos a producciones cinematográficas por parte de la cadena regional andaluza Canal Sur a mediados de 2022. Se trata de una producción de Pecado Films, Tandem Films, Nautilus Films, Pampa Films y La voz del adiós AIE, con la participación de RTVE, Canal Sur, EiTB, Vodafone, Movistar Plus+,  y el apoyo de ICAA, y las Comunidades Autónomas de Andalucía y Madrid. El guion fue escrito por Erice junto con Michel Gaztambide.
Los lugares de rodaje incluyeron Castell de Ferro, Gualchos, Dúrcal (provincia de Granada) y Aguadulce (provincia de Almería), así como Asturias y Madrid.

## Palmarés cinematográfico
Premios Goya 2024
| Categoría                     | Premiado                                 | Resultado |
| ----------------------------- | ---------------------------------------- | --------- |
| Mejor actor protagonista      | Manolo Solo                              | Nominada  |
| Mejor montaje                 | Ascen Marchena                           | Nominada  |
| Mejor dirección de producción | María José Díez                          | Nominada  |
| Mejor actriz de reparto       | Ana Torrent                              | Nominada  |
| Mejor actor de reparto        | José Coronado                            | Ganador   |
| Mejor dirección de arte       | Curru Garabal                            | Nominada  |
| Mejor dirección de fotografía | Valentín Álvarez                         | Nominada  |
| Mejor sonido                  | Iván Marín, Juan Ferro, Candela Palencia | Nominada  |
| Mejor guion original          | Michel Gaztambide, Víctor Erice          | Nominada  |
| Mejor dirección               | Víctor Erice                             | Nominada  |
| Mejor película                | Cerrar los ojos                          | Nominada  |

79.ª edición de las Medallas del Círculo de Escritores Cinematográficos
| Categoría               | Premiado                         | Resultado |
| ----------------------- | -------------------------------- | --------- |
| Mejor película          | Cerrar los ojos                  | Nominada  |
| Mejor dirección         | Víctor Erice                     | Ganador   |
| Mejor guion original    | Víctor Erice y Michel Gaztambide | Ganadores |
| Mejor actor             | Manolo Solo                      | Nominado  |
| Mejor actor secundario  | José Coronado                    | Ganador   |
| Mejor actor secundario  | José María Pou                   | Nominado  |
| Mejor actor secundario  | Mario Pardo                      | Nominado  |
| Mejor actriz secundaria | Ana Torrent                      | Ganadora  |
| Actriz revelación       | Venecia Franco                   | Nominada  |
| Mejor música            | Federico Jusid                   | Nominado  |
| Mejor montaje           | Ascen Marchena                   | Nominada  |
| Mejor fotografía        | Valentín Álvarez                 | Nominado  |

Premios Feroz 2024
| Categoría                | Premiado                         | Resultado |
| ------------------------ | -------------------------------- | --------- |
| Mejor película dramática | Cerrar los ojos                  | Nominada  |
| Mejor dirección          | Víctor Erice                     | Nominada  |
| Mejor guion              | Víctor Erice y Michel Gaztambide | Nominada  |
| Mejor actor protagonista | Manolo Solo                      | Nominada  |
| Mejor actor de reparto   | José Coronado                    | Nominada  |
| Mejor actriz de reparto  | Ana Torrent                      | Nominada  |
| Mejor música original    | Federico Jusid                   | Nominada  |
| Mejor tráiler            | Elena Gutiérrez                  | Nominada  |
| Mejor cartel             | Sergio Rozas y Manolo Pavón      | Nominada  |

Premios de la Sociedad Internacional de Cinéfilos 2024
| Categoría                  | Premiado                        | Resultado  |
| -------------------------- | ------------------------------- | ---------- |
| Mejor película             | Cerrar los ojos                 | Ganador    |
| Mejor director             | Víctor Erice                    | Ganador    |
| Mejor actor                | Manolo Solo                     | Subcampeón |
| Mejor actor de reparto     | José Coronado                   | Nominado   |
| Mejor actriz de reparto    | Ana Torrent                     | Nominado   |
| Mejor reparto              | Cerrar los ojos                 | Nominado   |
| Mejor guion original       | Víctor Erice, Michel Gaztambide | Nominado   |
| Mejor fotografía           | Valentín Álvarez                | Nominado   |
| Mejor edición              | Ascen Marchena                  | Nominado   |
| Mejor diseño de producción | Curru Garabal                   | Nominado   |

Premios Carmen del Cine Andaluz 2023
| Categoría                | Premiado        | Resultado |
| ------------------------ | --------------- | --------- |
| Mejor actor protagonista | Manolo Solo     | Ganador   |
| Mejor película           | Cerrar los ojos | Nominada  |

Festival de cine de Lisboa - LEFFEST
| Categoría      | Premiado        | Resultado |
| -------------- | --------------- | --------- |
| Mejor película | Cerrar los ojos | Ganadora  |

Fotogramas de plata 2023
| Categoría                                | Premiado        | Resultado |
| ---------------------------------------- | --------------- | --------- |
| Mejor película española según la crítica | Cerrar los ojos | Ganadora  |
| Mejor película española                  | Cerrar los ojos | Nominada  |
| Mejor actriz de cine                     | Ana Torrent     | Ganadora  |
| Mejor actor de cine                      | José Coronado   | Nominado  |

Premios del Círculo de Críticos de Cine de Dublín 2024
| Categoría      | Premiado     | Resultado |
| -------------- | ------------ | --------- |
| Mejor director | Víctor Erice | Ganador   |

Premios Sophia de cine portugués 2024
| Categoría              | Premiado        | Resultado |
| ---------------------- | --------------- | --------- |
| Mejor película europea | Cerrar los ojos | Ganadora  |

Premios Platino de cine y televisión iberoamericanos 2024
| Categoría                                 | Premiado                        | Resultado |
| ----------------------------------------- | ------------------------------- | --------- |
| Mejor película iberoamericana de ficción  | Cerrar los ojos                 | Nominada  |
| Mejor guion                               | Víctor Erice, Michel Gaztambide | Nominados |
| Mejor interpretación masculina de reparto | José Coronado                   | Ganador   |
| Mejor interpretación femenina de reparto  | Ana Torrent                     | Nominada  |
| Mejor dirección de arte                   | Curru Garabal                   | Nominada  |
| Mejor dirección de fotografía             | Valentín Álvarez                | Nominado  |

Premio Borau-RAE de la Real Academia Española 2023-2024 
| Categoría                   | Premiado                        | Resultado |
| --------------------------- | ------------------------------- | --------- |
| Mejor guion cinematográfico | Víctor Erice, Michel Gaztambide | Ganadora  |

## Reparto
| Intérprete                | Personaje                                |
| ------------------------- | ---------------------------------------- |
| Manolo Solo               | Miguel Garay                             |
| José Coronado             | Gardel                                   |
| Ana Torrent               | Ana Arenas                               |
| Petra Martínez            | Sor Consuelo                             |
| María Leon                | Belén                                    |
| Mario Pardo               | Max Roca                                 |
| Helena Miquel             | Marta Soriano                            |
| Antonio Dechent           | Tico Mayoral                             |
| Josep María Pou           | Mr. Levy                                 |
| Soledad Villamil          | Lola San Román                           |
| Juan Margallo             | Doctor Benavides                         |
| Dani Téllez               | Toni                                     |
| Alejandro Caballero Ramis | Patón                                    |
| Rocío Molina              | Teresa                                   |
| Ana María                 | Sor Lucía                                |
| José Manuel Mansilla      | Don Rafael                               |
| Chen Min Kao              | Lin Yu                                   |
| Venecia Franco            | Qiao Shu                                 |
| Fulgencio Javier          | Cristian                                 |
| Natalia Llorens           | Dorina                                   |
| María Veloso              | Chica Pelo Rojo                          |
| Pepe Frías                | Locutor 1 - Set Informativos             |
| Laura Bermúdez            | Locutora 2 - Campo de Fútbol             |
| Amparo Duscio             | Periodista Joven Mujer - Campo de Fútbol |
| Fernando Ustarroz         | Inspector Raúl Baños                     |
| Carmela Lloret            | Locutora 3 - Informativos                |